# زيلبور كاليفورني
زيلبور كاليفورني (الاسم العلمي:Xyleborus californicus) هو نوع من الحشرات يتبع جنس الزيلبور من فصيلة السوسية الحقيقية.